# 조선인민군 총참모부 정찰총국
조선인민군 총참모부 정찰총국(朝鮮人民軍 總參謀部 偵察總局)은 조선인민군 총참모부 산하의 기관으로 대외 공작활동을 총괄한다. 대한민국과 일본을 주요 공작 대상으로 한다. 2009년에 조선인민군 총참모부 정찰국과 조선로동당 작전부, 조선로동당 대외정보조사부(35호실)가 통합되어 정찰총국으로 확대 개편되었다.

## 역사
2009년 5월 10일에 조선민주주의인민공화국이 각종 대남·해외 공작업무를 하는 조선로동당 대외정보조사부와 조선로동당 작전부를 조선로동당에서 떼어내 조선민주주의인민공화국 인민무력부 정찰국과 통합해 정찰총국으로 확대개편했다고 알려졌다. 개편 과정에서 작전부, 대외정보조사부와 함께 조선로동당의 주요 대외 비밀 공작기구 가운데 하나였던 대외연락부는 대외교류국으로 축소돼 조선민주주의인민공화국 내각에 배속됐다. 이를 두고 조선로동당 작전부는 위조지폐와 마약의 제조 및 거래, 무기 수출 등 불법행위로 큰 돈을 관리하는 기관이었는데, 작전부가 조선로동당에서 인민무력부로 넘어가면서 군부가 풍부한 재원을 갖추게 됐다는 분석이 제기됐다. 초대 국장은 김영철이다.

### 사건
2010년 3월 26일에 있었던 천안함 피격 사건과 관련해 2018년 2월 28일 대한민국 국방부 장관 송영무는 국회 국방위원회 긴급현안질의에서 PCC-772 천안을 침몰시킨 연어급 잠수정이 정찰총국 소속이라고 말했다. 4월 20일에 황장엽을 살해하기 위해 파견된 정찰총국 소속 조선인민군 장교 두 명이 대한민국에서 체포됐다. 11월 23일에 있었던 연평도 포격과 관련해 국방부 장관 김태영은 대한민국 국회에서 정찰총국장 김영철이 포격을 주도했다는 견해를 보였다.
2011년 4월 12일에 농협 전산망 마비 사태가 일어났는데 대한민국 검찰청은 정찰총국의 소행으로 추정한다고 밝혔다. 9월 3일에 자유북한운동연합 대표 박상학을 네오스티그민 독침으로 독살하려던 조선인민군 특수작전군 출신 북한이탈주민이 체포됐는데 정찰총국이 포섭한 것으로 밝혀졌다.
2013년에 있었던 3·20 전산 대란과 관련해 대한민국 측의 민·관·군 합동대응팀은 정찰총국의 소행으로 추정한다고 밝혔다.
2014년 11월 24일에 소니 픽처스 엔터테인먼트 해킹 사건이 일어났는데 사이버 보안업체인 카스퍼스키 랩과 노베타 등은 보고서에서 3·20 전산 대란과 소니 픽처스 엔터테인먼트 해킹 사건이 동일범의 소행이라고 분석했다.
2015년에 정찰총국 출신 대좌가 대한민국으로 망명했는데 이는 당시까지 조선인민군 출신 북한이탈주민 가운데 최고위급의 망명으로 알려졌으며, 합동신문 과정에서 정찰총국의 대남 공작업무에 관해 상세하게 진술한 것으로 알려졌다.
2017년 2월 13일에 있었던 김정남 암살 사건과 관련해 《아사히 신문》은 정찰총국 제19과 요원들이 관여한 것으로 보인다고 보도했다. 10월 30일에 중화인민공화국 공안부는 김한솔을 살해하기 위해 파견된 정찰총국 요원 7명 가운데 2명을 체포했다.

## 조직
정찰총국은 작전국과 정찰국, 해외정보국, 대화조정국, 기술국, 후방지원국 등 6개 부서로 이루어져 있다. 업무와 관련된 내용을 조선민주주의인민공화국 무력 최고사령관 김정은에게 직접 보고하는 것으로 알려져 있다.
- 제1국(작전국): 과거 조선로동당 작전부의 임무였던 간첩의 양성과 침투 등을 담당한다.
- 제2국(정찰국): 과거 조선인민군 총참모부 정찰국의 임무였던 대남 간첩 남파와 암살, 납치 등을 담당한다.
- 제3국(해외정보국): 과거 조선로동당 대외정보조사부의 임무였던 해외의 정보 수집과 국제 대남 테러 등을 담당한다.
- 제5국(대화조정국): 남북 대화와 관련한 업무를 담당한다.
- 제6국(기술국): 사이버 테러와 해커 양성, 관련 장비 개발 등을 담당한다.
  - 110호 연구소(기술정찰국)[17]
    - 31소
    - 32소
    - 56소
- 제7국

정찰총국의 사이버 테러 인력들은 대부분 김일성종합대학, 김책공업종합대학에서 교육을 받았으며 실전 배치된 담당 인원은 3천여 명으로 알려져 있다.
정찰총국 산하에는 공작원의 침투를 위한 수 개의 연락소가 있으며, 외국에 무기를 수출하는 업체인 청송연합을 통제하고 홍콩에 기반을 둔 회사인 션강무역투자회사 등을 배후에서 조종하고 있다는 의심을 받는다.

## 같이 보기
- 대한민국 국가정보원
- 대한민국 국군정보사령부
- 제11군단